# 7114 Вейнек
7114 Вейнек (7114 Weinek) — астероїд головного поясу, відкритий 29 листопада 1986 року.
Тіссеранів параметр щодо Юпітера — 3,190.